# Sutter's Mill

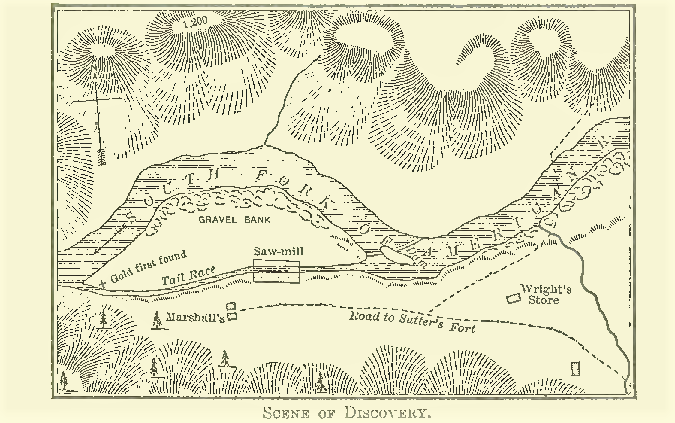
Schetskaart uit 1888 van de locatie van de houtzagerij aan de American River

Replica van de houtzaagmolen

Sutter's Mill was een houtzaagmolen in Coloma in de Amerikaanse staat Californië. In 1848 werd tijdens de bouw van de molen goud gevonden, wat het begin van de Californische goldrush betekende.

## Geschiedenis
Sutter's Mill werd gebouwd in het dal van de South Fork van de American River, een gebied dat door de inheemse bevolking Nisenan "Cullumah" (prachtige vallei) werd genoemd. De bouw was in opdracht van John Sutter, een Zwitsers-Amerikaans pionier die bekend werd van het vestigen van Sutter's Fort in het gebied dat uiteindelijk Sacramento zou worden.
James W. Marshall, een timmerman en werknemer van Sutter, vond op 24 januari 1848 enkele goudklompjes in het rivierbed bij het bouwen van de houtzagerij. Marshall lichtte Sutter in, maar die wilde voorkomen dat zijn werknemers hem zouden verlaten om goud te gaan zoeken en hield om die reden deze vondst initieel stil. Hier slaagde hij maar kort in en al na een paar weken was de goudvondst onder zijn werknemers en in de nabije omgeving bekend.
In juni 1848 overhandigde Sutter de eerste goudklompjes aan kapitein Joseph L. Folsom, assistent kwartiermaker van het Amerikaanse leger in Monterey. Folsom was naar Noord-Californië gereisd om de goudclaim voor de Amerikaanse regering te verifiëren. Aanvankelijk verspreidden de geruchten over de goudvondst zich alleen in het zuidwesten van de Verenigde Staten en bleef de toestroom van mensen, die aangestoken door goudkoorts naar de vindplaats trokken, beperkt tot duizendtallen. Toen in december 1848 president James K. Polk formeel tegenover het Congres verklaard had dat er goud was ontdekt in Californië gingen berichten over de goudvelden de hele wereld over en bereikte de Californische goldrush een omvang van honderdduizenden goudzoekers.
Voor John Sutter en Sutter's Mill bracht de goudvondst geen succes. Arbeiders verlieten de kolonie, goudzoekers en krakers veroverden het land van Sutter en stalen onder andere de molenstenen en vernietigden zijn gebouwen en goederen.

## Locatie
Vandaag de dag is Sutter's Mill onderdeel van het Marshall Gold Discovery State Historic Park. Aangezien de overblijfselen van de originele molen door overstroming zijn vergaan is er eind jaren 60 een replica van de molen gebouwd op basis van oude tekeningen en foto's. Het gebouw is 18 meter lang, 6 meter breed en 12 meter hoog, en er werd 80.000 board feet (ongeveer 189 m³) aan hout gebruikt bij de bouw.
Sutter's Mill is vanaf 1955 geregistreerd als California Historical Landmark #530.